# Bernhard Ruchti

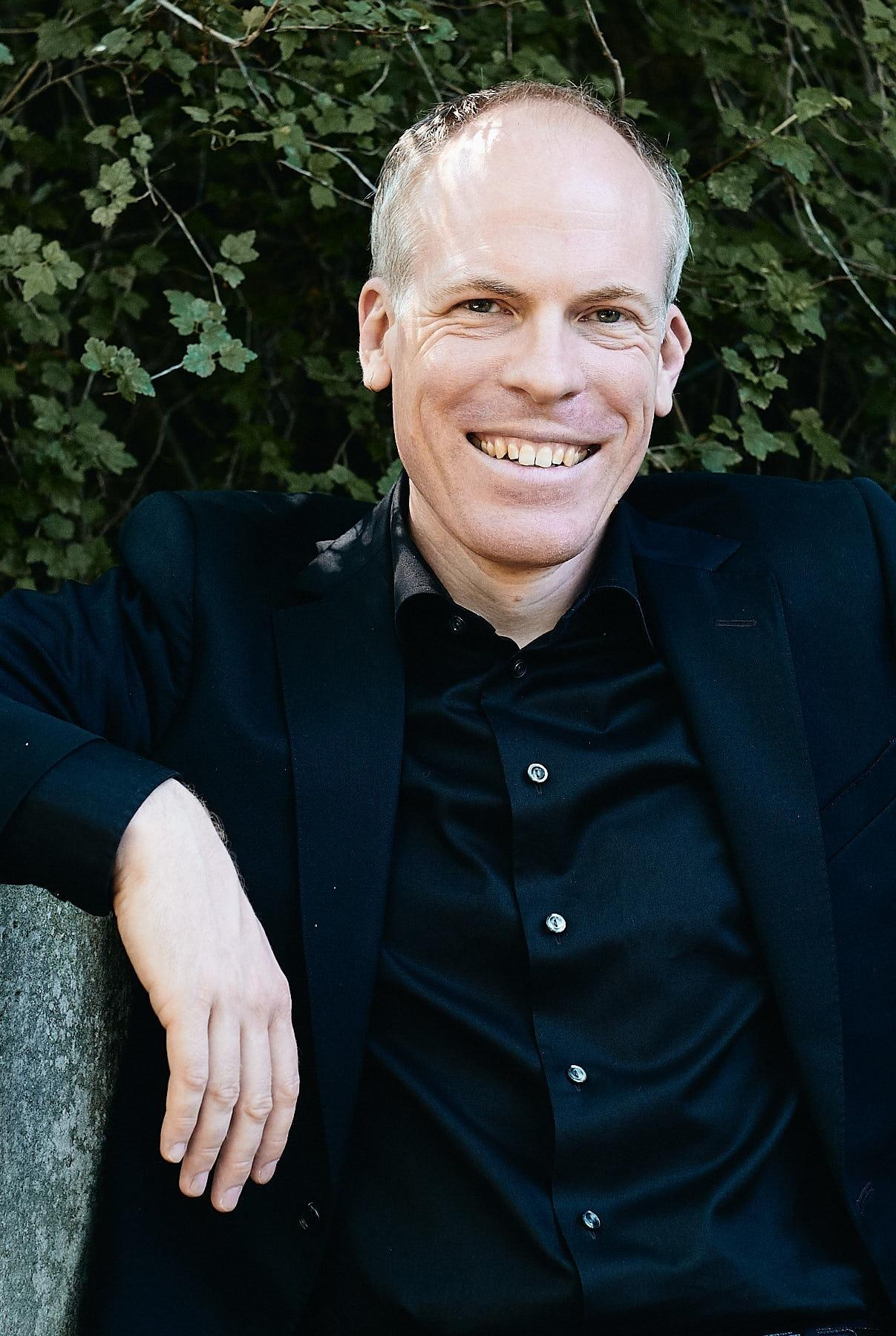
Bernhard Ruchti (2020)

Bernhard Ruchti (geboren am 1. Juli 1974 in Berkeley, California, USA) ist ein Schweizer Pianist, Organist, Komponist und Musikforscher.

## Leben
Bernhard Ruchti studierte Klavier bei Eckart Heiligers sowie Orgel bei Rudolf Scheidegger, Stefan Johannes Bleicher und Bernhard Haas. Seit 2013 ist er Organist an der ev.-ref. Stadtkirche St. Laurenzen in St. Gallen.
Noch zu Studienzeiten begann er sich für die Aufführungspraxis und Spieltechnik des 19. Jahrhunderts zu interessieren. Inspiriert von seinen Studien bei Bernhard Haas, veröffentlichte er 2006 Gedanken zur Befruchtung des Orgelspiels durch eine pianistische Spieltechnik.
2010 und 2011 verbrachte Ruchti ein Sabbatical in den USA und lebte 10 Monate in San Francisco. Er begann dort, als Komponist zu wirken, und schrieb eine Anzahl Klavierstücke, u. a. Five Songs of The Wind. Diese wurden auf seinem Album Liszt & The Black Hills 2012 veröffentlicht. 2017 veröffentlichte er ein weiteres Album mit eigenen Werken (Echoes from Chrysospilia).
2017 wurde er von der Stadt St. Gallen mit dem Förderpreis Kultur geehrt.
2018 fand die Uraufführung seiner Chor-Kantate Auf die Tiefe: ein irdisch Fahrtenlied über einen Text von Bernd Gonner statt. Im selben Jahr begann er sein umfangreiches A Tempo Projekt.
Bernhard Ruchti unterrichtet Orgel an der Diözesanen Kirchenmusikschule St. Gallen.

## Das A Tempo Projekt
Seit 2018 führt Ruchti sein A Tempo Projekt durch, ein Interpretations-, Forschungs- und Aufnahmeprojekt, das sich mit Tempo und Zeit in der Musik des 19. Jahrhunderts auseinandersetzt. Im Zentrum steht die Aufführungspraxis Franz Liszts.
Im Rahmen des Projektes beschäftigt sich Ruchti mit der akademisch umstrittenen «Doppelschlag-Theorie» von Willem Retze Talsma, die eine alternative Verwendung des Metronoms und daran anschliessend eine wesentlich langsamere Interpretation klassischer Musik postuliert. In diesem Zusammenhang arbeitete er mit Johann Sonnleitner zusammen und veröffentlichte ein Interview mit ihm. Ruchti nimmt zu der Theorie eine wissenschaftlich fundierte, kritische Distanz ein, sieht in ihrem Ansatz jedoch eine historische Berechtigung. Er nutzt sie für die Neuinterpretation klassischer Werke wie der Etüden von Chopin oder der Fantasie in C-Dur Op. 17 von Robert Schumann.
2021 veröffentlichte Ruchti ein Buch zur Aufführungspraxis von Franz Liszts Fantasie und Fuge über den Choral «Ad nos, ad salutarem undam» für Orgel. Das Buch präsentiert einerseits die detailreiche Geschichte rund um die Entstehung, Uraufführung und Rezeption des Werkes und gibt anderseits einen Einblick in aufführungspraktische Überlieferungen von und zu Franz Liszt. Der Fokus liegt dabei auf der Tempofrage. Ausgangspunkt ist die im 19. Jahrhundert von vier unabhängigen Quellen überlieferte Dauer des Werkes von 45 Minuten, von der heutige Interpretationen zum Teil mehr als 15 Minuten abweichen. Zusammen mit dem Buch legte Ruchti eine Einspielung des Werkes an der historischen Ladegast-Orgel im Merseburger Dom vor.
Beginnend mit Vol. 5 des A Tempo Projektes wandte sich Ruchti immer mehr den musikalischen Aspekten der Tempofrage sowie den musikalischen Aspekten des Tempos durch historisch dokumentierte Dauern zu, mit Werken von Franz Liszt und Ludwig van Beethoven.

## Die Musik an der Stadtkirche St. Laurenzen und die Entwicklung der Surround-Orgel
Seit 2014 ist Ruchti der Leiter der konzertanten Veranstaltungen an der Kirche St. Laurenzen in St. Gallen. Er gestaltet die traditionellen «Laurenzen Konzerte» und entwickelte in monatlichen Abständen sogenannte «Laurenzen Vespern»: eine halbe Stunde Musik und Poesie.
Ab 2016 entwickelte Ruchti die Idee einer Surround-Orgel für die Stadtkirche St. Laurenzen in St. Gallen. Die in der Kirche vorhandene Orgel von Orgelbau Kuhn (1978, III/Ped, 45 Register) wird durch drei neue Pfeifenstandorte ergänzt, die den drei Hauptklangfarben einer Orgel entsprechen (Prinzipale, Flöten, Streicher). Diese neuen Teilwerke sind auf den drei Emporen der Kirche positioniert, sodass im Kirchenraum ein einzigartiger Surround-Effekt entsteht. Die neue Orgel, die im September 2023 eingeweiht wurde, wurde von der Firma Orgelbau Goll aus Luzern (Schweiz) gebaut.

## Diskografie
- 2012: Liszt & The Black Hills
- 2017: Echoes from Chrysospilia
- 2019: Beethoven A Tempo I (Sonaten Op. 2 Nr. 1 und Op. 110)
- 2019: Liszt A Tempo I (Fantasie und Fuge über Ad nos, ad salutarem undam)
- 2020: Schumann A Tempo (Fantasie in C-Dur Op. 17)
- 2021: Chopin A Tempo (Etüden Op. 10)
- 2021: Liszt A Tempo II (Années de Pèlerinage, Italie)
- 2022: Beethoven A Tempo II (Hammerklaviersonate Op. 106)
- 2023: Beethoven A Tempo III (Sonaten Op. 13, 27 und 90)
- 2023: Liszt A Tempo III (Klaviersonate in h-Moll)